# Pijnackerstraat

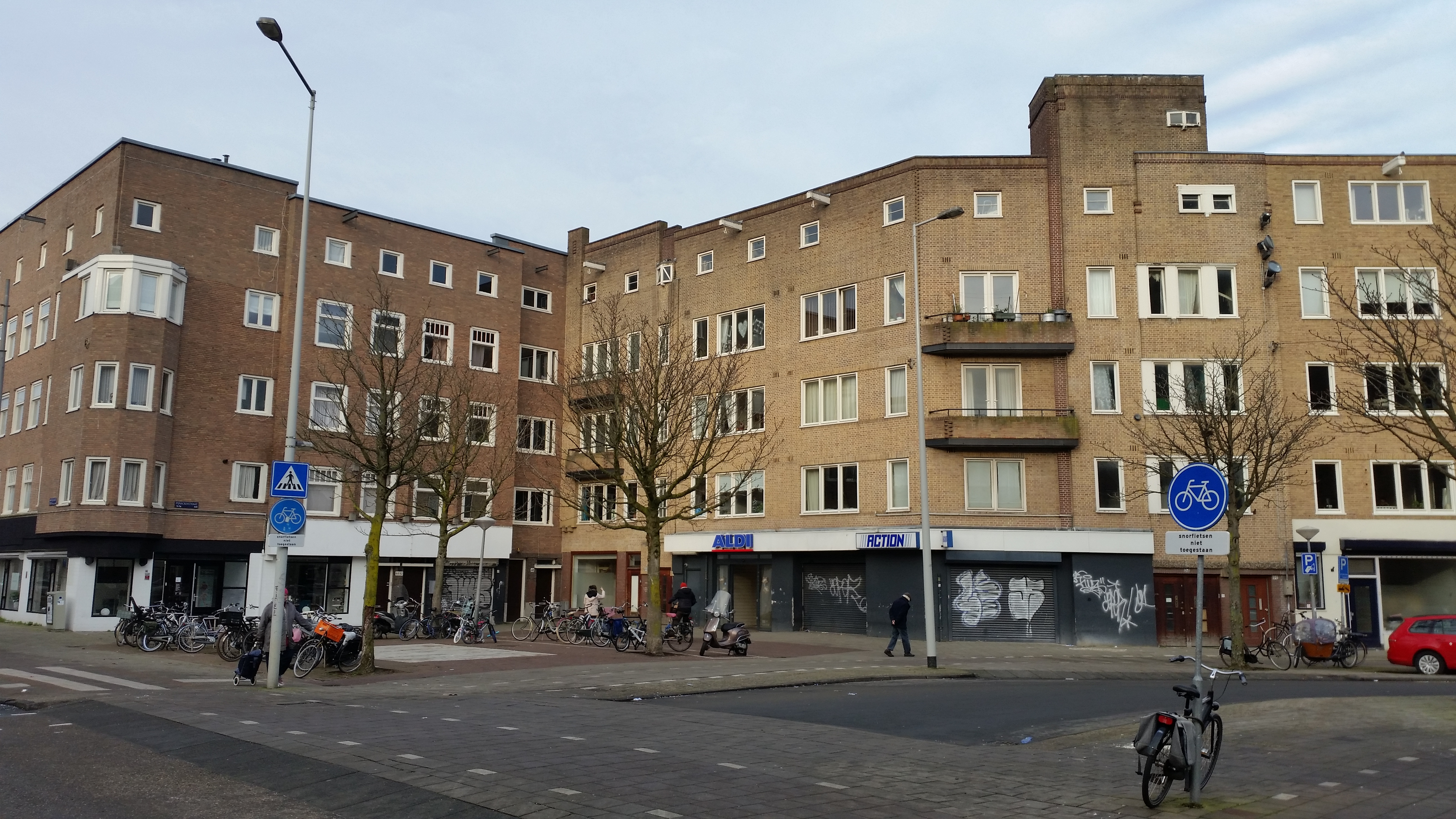
Overgang Pijnackerstraat (rechts) en Van Hilligaerstraat (links) (december 2019)

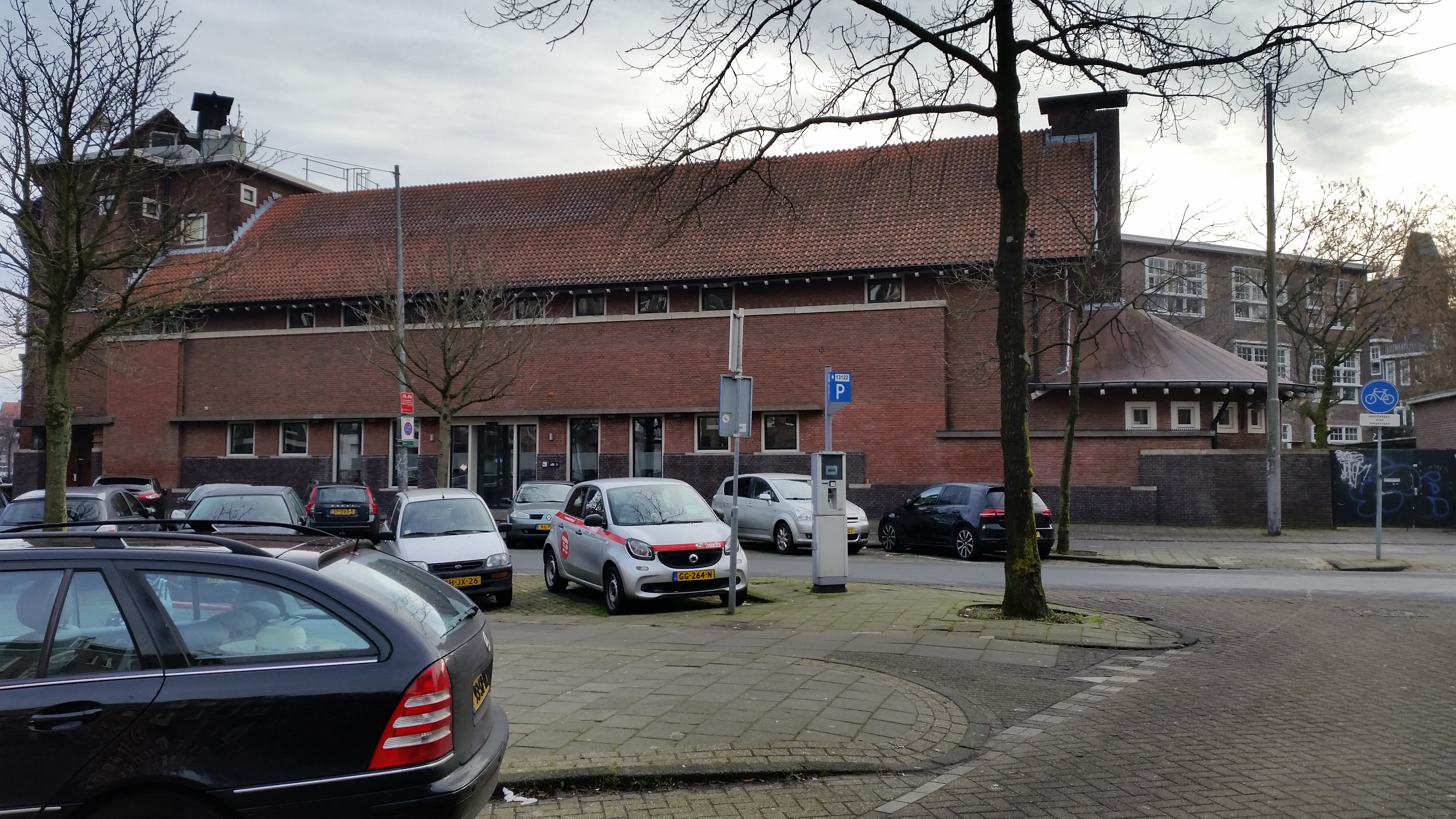
Pijnackerstraat 5 met rechts daarachter nummer 7 (december 2019)

De Pijnackerstraat is een straat in Amsterdam-Zuid, Nieuwe Pijp.

## Geschiedenis en ligging
De straat kreeg haar naam per raadsbesluit van 18 juli 1919; de straat is vernoemd naar de schilder Adam Pijnacker. Meerdere straten in deze buurt zijn vernoemd naar schilders zoals Ferdinand Bol en Cornelis Troost. 
De straat begint in het oosten aan het westelijk eind van het Cornelis Troostplein en eindigt op het Vredeskerkplein/Van Hilligaertstraat. De loop van de straat is afwijkend ten opzichte van andere straten in de buurt. Die lopen voor het merendeel als segment van een cirkel om de binnenstad ofwel daar dwars op (radiaal). De Pijnackerstraat loopt diagonaal. De straat werd aangelegd op de voormalige terreinen van de gemeente Nieuwer-Amstel, in 1896 geannexeerd door de gemeente Amsterdam.
Rotterdam kent een Eerste, Tweede en Derde Pijnackerstraat, een Pijnackerplein en Pijnackerdwarsstraat, doch deze zijn alle vernoemd naar het nabijgelegen dorp Pijnacker.

## Gebouwen
De noordelijke gevelwand bevat de even huisnummers oplopend van 2 tot en met 46. De zuidelijke gevelwand bevat alleen de huisnummers 5 en 9. Er is wel een adres Pijnackerstraat 7, doch dat ligt op het binnenterrein tussen 5 en 9. Pijnackerstraat 11 heeft lange tijd bestaan als adres van de Vredeskerk tot 2004 toen zijn het adres Vredeskerkplein 1 kreeg.

Aan de even zijde staat strokenbouw naar een ontwerp van architect Jan Kuiler. Het blok heeft vanaf het Cornelis Troostplein gezien een V-vorm met de punt naar het plein. Het stamt uit circa 1925 en vertoont tekenen van de Amsterdamse School. Het gaat bij 38 en 40-46 over in een ontwerp van Theodorus Johannes Lammers (bekend van het Fysiologisch laboratorium aan het Valeriusplein) van circa 1929. Het zijn etagewoningen met op de begane grond winkel- of kantooruimten.
De oneven zijde is van een geheel andere orde. Zij wordt in beslag genomen door een voormalige school ontworpen door Johannes van Halteren en kerk met aanbouwen ontworpen door Jos Bekkers, die ook het ontwerp voor pand genummerd 7 voor zijn rekening nam. Zij waren beiden ooit werkzaam bij het kantoor van de vader van Jos Peter Bekkers. Ook die gebouwen vertonen tekenen van Amsterdamse School. De kerk werd in 2001 tot gemeentelijk monument verklaard.     
Er bevinden zich geen kunstwerken in de openbare ruimte. Er rijdt geen openbaar vervoer door de straat.